# Porcellionides fagei
Porcellionides fagei är en kräftdjursart som beskrevs av Paulian de Felice1941. Porcellionides fagei ingår i släktet Porcellionides och familjen Porcellionidae. Inga underarter finns listade i Catalogue of Life.